# Ü (Provinz)
Ü (tibetisch དབུས dbUs = ‚die Mitte‘) ist die alte zentraltibetische (Kultur-)Provinz mit der Hauptstadt Lhasa und bildet zusammen mit der weiter westlich anschließenden Provinz Tsang (tib. gtsang, Sitz in Xigazê) das kulturhistorische Herz des Hochlandes, das daher meist als „Zentraltibet“ (tib. Ü-Tsang) bezeichnet wird. Rein geographisch liegt sie im Süden des tibetischen Hochlandes, während sie seit Jahrhunderten politisches, religiöses und wirtschaftliches Zentrum des Herrschaftsbereichs der Dalai Lamas war. Im Westen grenzt es an die Provinz Tsang, im Norden an die Hochlandsteppen des Changthang, im an den Himalaya angrenzenden Süden an Lhokha (= „Südregion“) sowie im Osten an Kham.